# Глинкино (Омская область)
Глинкино — деревня в Павлоградском районе Омской области. Входит в состав Хорошковского сельского поселения.

## История
Основана в 1909 году. В 1928 году поселок Глинкино состоял из 105 хозяйств, основное население — украинцы. Центр Глинкинского сельсовета Павлоградского района Омского округа Сибирского края.

## Население
| 1926 | 2010 |
| ---- | ---- |
| 586  | ↘360 |